# Jacob III de Sis
Jacob, Yacob, Hakob III de Sis ou Ssec‘i (en arménien Հակոբ Գ Սսեցի ; mort empoisonné en 1411) est Catholicos de l'Église apostolique arménienne de 1408 à 1411 ou de 1404 à 1411.

## Biographie
Jacob III de Sis succède en 1404/1408 à Karapet Ier de Keghi. Les seuls détails connus sur la vie de ce Catholicos se trouvent dans l’œuvre de Thomas de Metsop.
L’historien arménien contemporain rapporte en effet le texte d’une  lettre adressée par des vartaped de  Grande-Arménie à « Jacob Catholicos » pour lui annoncer la déposition d’un Catholicos dissident d’Aghtamar qui avait indisposé ses ouailles. Il reproduit aussi la réponse satisfaite de Jacob III de Sis aux fidèles du pays d’Ardjêsh qui avaient pris l’initiative dans cette affaire (1409/1410).
Jacob III serait mort empoisonné en 1411 par un vartaped sans que l’on sache si cette mort est liée à l’épisode précédent ou à l’usurpation du siège par son successeur Grégoire VIII Khandzoghat.

## Sources
- Félix Nève, « Étude sur Thomas de Medzoph et son histoire de l’Arménie au XVe siècle », dans Journal asiatique, publié par la Société asiatique, Paris, 1855, tome VI, p. 221-181.